# Sanborn megye
Sanborn megye az Amerikai Egyesült Államokban, azon belül Dél-Dakota államban található. Megyeszékhelye és legnagyobb városa Woonsocket. Lakosainak száma 2330 fő (2020. április 1.). Sanborn megye Miner, Davison, Hanson, Aurora, Jerauld, Beadle és Kingsbury megyékkel határos.

## Népesség
A megye népességének változása:
| Lakosok száma | 2358 | 2365 | 2328 | 2324 | 2355 | 2330 |
|               | 2010 | 2011 | 2012 | 2013 | 2015 | 2020 |